# (6692) Antoninholy
(6692) Antoninholy es un asteroide perteneciente al cinturón de asteroides, descubierto el 18 de abril de 1985 por Zdeňka Vávrová desde el Observatorio Kleť, České Budějovice, República Checa.

## Designación y nombre
Designado provisionalmente como 1985 HL, fue nombrado en honor de Antonín Holý (1936-2012) quien fue un renombrado químico checo que contribuyó significativamente al desarrollo de medicamentos antirretrovirales utilizados en el tratamiento del VIH y la hepatitis B. Fue autor de más de 400 artículos científicos y fue galardonado con títulos honoríficos de varias universidades en el país y en el extranjero.

## Características orbitales
(6692) Antoninholy está situado a una distancia media del Sol de 2,565 ua, pudiendo alejarse hasta 3,192 ua y acercarse hasta 1,939 ua. Su excentricidad es 0,244 y la inclinación orbital 6,844 grados. Emplea 1500,89 días en completar una órbita alrededor del Sol.
Los próximos acercamientos a la órbita de Júpiter ocurrirán el 10 de mayo de 2081, el 31 de diciembre de 2093 y el 20 de agosto de 2106.

## Características físicas
La magnitud absoluta de (6692) Antoninholy es 14,33. Tiene 3,807 km de diámetro y su albedo se estima en 0,306.